# Pierre Du Ryer
Pierre Du Ryer (* ca. 1600 in Paris; † 1658 ebenda) war ein französischer vorklassischer Bühnenautor und Übersetzer, Mitglied der Académie française.

## Leben und Werk

### Leben
Pierre Du Ryer war der Sohn des Dichters Isaac Du Ryer (1568–1634). Sein Geburtsjahr ist umstritten und wird zwischen 1600 und 1606 vermutet. Man nimmt an, dass er studierter Jurist war. 1621 übernahm er vom Vater die Charge eines königlichen Sekretärs. Von 1634 bis 1640 stand er in den Diensten des Herzogs von Vendôme, ging aber nicht mit ihm ins englische Exil. Da er seit 1628 für die Bühne schrieb und seit 1634 aus dem Lateinischen übersetzte, beschloss er 1640, daraus künftig seinen Lebensunterhalt zu bestreiten, was nicht ohne Einschränkung möglich war. Um 1650 schildern die Zeitgenossen ihn als bescheiden mit seiner Familie auf einem Dorf bei Paris lebend und unermüdlich übersetzend. Immerhin war er so erfolgreich, dass er 1646 in die Académie française (Sitz Nr. 9) gewählt wurde, wobei er über den Rivalen Pierre Corneille siegte. In dritter Ehe kehrte er nach Paris zurück und starb dort im Alter von unter 60 Jahren.

### Dramatiker und Übersetzer. Rezeption
Als Bühnenautor, vor allem von Tragödien und Tragikomödien, eroberte er sich in der französischen Literaturgeschichte einen festen Platz in der zweiten Reihe, wo er oft neben Jean de Rotrou, Jean Mairet und anderen Vertretern der französischen Vorklassik genannt wird. Als Übersetzer auf tausenden von Seiten war er ganz am Prinzip des schönen Zieltextes orientiert, mit bewusster Vernachlässigung von Originaltreue und Exaktheit.
Die neuere Forschung zu Du Ryer begann 1905 und 1912 mit Büchern eines deutschen (Kurt Philipp, * 1879) und eines US-amerikanischen Romanisten (Henry Carrington Lancaster). 1988 lieferte James F. Gaines (* 1949, ebenfalls US-Amerikaner) eine politische Interpretation seines Werks. 2001 bemühte sich ein französischer Sammelband um die Zusammenschau seines Übersetzungs- und seines Bühnenwerks. Der Petit Larousse widmet ihm auch 2020 noch einen kurzen Eintrag.

## Werke

### Theater

#### Tragödien
- Lucrèce 1637
- Alcionée 1637
- Saül 1639/1640
- Esther 1642
- Scévole 1644
- Themistocle 1646

#### Tragikomödien
- Aretaphile 1628
- Clitophon 1628
- Argenis et Polyarque. Première Journée 1630
- Argenis. Seconde Journée 1629
- Lisandre et Caliste 1630
- Alcimedon 1632/1633
- Cleomedon (Rossyleon) 1634
- Clarigène 1637/1638
- Bérénice 1644
- Nitocris 1648
- Dynamis 1649
- Anaxandre 1653

#### Weitere Theaterwerke
- (Schäferspiel) Amarillis 1631/1633
- (Komödie) Les Vendanges de Suresne 1633

#### Gesamtausgabe Theater
- Hélène Baby (Hrsg.): Théâtre complet. Classiques Garnier, Paris.
  - Théâtre complet. Tome I. 2018.
  - Théâtre complet. Tome II. 2020.
  - Théâtre complet. Tome III. 2022.

### Übersetzte Autoren (chronologisch)
- 1634: Salvian von Marseille
- 1638–1657: Cicero (12 Bde.)
- 1640: Isokrates
- 1644–1659: Famiano Strada (1572–1649)
- 1645: António von Crato
- 1645: Herodot (3 Bde.)
- 1647: Johannes Freinsheim
- 1647–1651: Seneca
- 1650: Sulpicius Severus
- 1653: Livius (2 Bde.)
- 1655: Polybios (3 Bde.)
- 1655: Ovid (2 Bde.)
- 1658: Jacques-Auguste de Thou (3 Bde.)